# غرب لوثيان

موقع غرب لوثيان على الخريطة

منطقة غرب لوثيان (هامش) هي واحدة من 32 منطقة من مناطق التقسيم الإداري في اسكتلندا.
تقع منطقة غرب لوثيان جنوبي خور فورث وهي قريبة من إدنبرة وفالكيرك (Falkirk Council) وميدلوثيان (Midlothian).

## أعلام
- بوبي سنكلير
- تشارلز وايفل طومسون
- جورج ديك
- مايكل كايتون-جونز
- روبرت ليستون
- تام داليل

## هوامش
هامش (بالإنجليزية: West Lothian)‏ وباللغة الاسكتلندية: Wast Lowden وباللغة الغيلية الاسكتلندية: Lodainn an Iar